# NK Domžale
Az NK Domžale egy szlovén labdarúgócsapat Domžale városából. Jelenleg a szlovén első osztályban szerepel.

## Története
Az NK Domžale csapatát az egyik legrégibb szlovén labdarúgóklubként 1921-ben alapították. A főként a jugoszláv alsóbb osztályokban szereplő sárga-kék alakulat 8 szezont töltött a szlovén labdarúgócsapatok számára kiírt köztársasági bajnokságban.
Az első független szlovén élvonalbeli pontvadászat 1991-ben került megrendezésre, melyre az NK Domžale is meghívót kapott, azonban a 19. helyen búcsúzott a legjobbaktól, ahova csak 1998-ban tért vissza. 8., 9., 10., majd 12. helyek jelentették az újabb kieséshez vezető utat, amikor Slaviša Stojanovič vette át a csapat irányítását. Vezetésével a domžalei alakulat előbb másodosztályú, majd három idénnyel később – egy 8. és két bajnoki ezüstérem után – szlovén bajnoki címet ünnepelt. Teljesítményét a 2007–08-as megismételte, majd a sikerkovács edző távozása után a középmezőnybe süllyedt.

## Keret
2022. november 16-i állapotnak megfelelően.
| #  |     | Poszt | Név                                                      |
| -- | --- | ----- | -------------------------------------------------------- |
| 1  | BIH | K     | Ajdin Mulalić                                            |
| 2  | SLO | V     | Mirko Mutavčić                                           |
| 3  | SRB | V     | Andrej Đurić (kölcsönben a Red Star Belgrade csapatától) |
| 4  | SLO | KP    | Benjamin Markuš                                          |
| 5  | SLO | KP    | Janez Pišek                                              |
| 6  | SLO | V     | Tilen Klemenčič                                          |
| 8  | AUT | KP    | Daniel Offenbacher                                       |
| 9  | CRO | KP    | Franko Kovačević                                         |
| 11 | CRO | CS    | Bartol Barišić (kölcsönben a Dinamo Zagreb csapatától)   |
| 12 | SLO | K     | Gašper Tratnik                                           |
| 14 | CRO | CS    | Ivan Durdov                                              |
| 15 | SLO | V     | Domen Zajšek                                             |
| 16 | SLO | KP    | Nikola Jovićević                                         |
| 17 | BIH | KP    | Nermin Hodžić                                            |

| #  |     | Poszt | Név                     |
| -- | --- | ----- | ----------------------- |
| 19 | SLO | KP    | Žiga Repas              |
| 20 | NGR | V     | Abraham Nwankwo         |
| 21 | SLO | CS    | Matej Podlogar          |
| 24 | DOM | V     | Christian Schoissengeyr |
| 25 | SLO | CS    | Emir Saitoski           |
| 28 | SLO | CS    | Nick Perc               |
| 29 | AUT | CS    | Arnel Jakupović         |
| 30 | BIH | V     | Enes Alić               |
| 31 | SLO | KP    | Jošt Pišek              |
| 33 | SLO | V     | Mark Strajnar           |
| 35 | SLO | V     | Mitja Ilenič            |
| 89 | SLO | CS    | Slobodan Vuk            |
| 90 | MKD | KP    | Zeni Husmani            |

## Sikerei
Szlovénia
- 1. SNL:

Bajnok: 2 alkalommal (2006–07, 2007–08)
Ezüstérmes: 3 alkalommal (2004–05, 2005–06, 2010–11)
Bronzérmes: 5 alkalommal (2012–13, 2014–15, 2015–16, 2017–18, 2018–19)
- 2. SNL:

Bajnok: 1 alkalommal (2002–03)
Bronzérmes: 1 alkalommal (2007–08)
- Szlovén kupa:

Győztes: 2 alkalommal (2010–11, 2016–17)
Ezüstérmes: 1 alkalommal (2009–10)
- Szlovén szuperkupa:

Győztes: 2 alkalommal (2007, 2011)
Ezüstérmes: 1 alkalommal (2008)

## Nemzetközi szereplése
| Idény     | Kupa            | Forduló         | Klub            | 1. mérk. | 2. mérk. |
| --------- | --------------- | --------------- | --------------- | -------- | -------- |
| 2005-2006 | UEFA-kupa       | 1. selejtezőkör | FC Domagnano    | 5–0      | 3–0      |
| 2005-2006 | UEFA-kupa       | 2. selejtezőkör | MSZ Asdód       | 2–2      | 1–1      |
| 2005-2006 | UEFA-kupa       | 1. forduló      | VfB Stuttgart   | 0–2      | 1–0      |
| 2006-2007 | UEFA-kupa       | 1. selejtezőkör | HNK Orašje      | 2–0      | 5–0      |
| 2006-2007 | UEFA-kupa       | 2. selejtezőkör | Hapóél Tel-Aviv | 2–1      | 0–3      |
| 2007-2008 | Bajnokok Ligája | 1. selejtezőkör | KF Tirana       | 1–0      | 2–1      |
| 2007-2008 | Bajnokok Ligája | 2. selejtezőkör | Dinamo Zagreb   | 1–2      | 1–3      |
| 2008-2009 | Bajnokok Ligája | 1. selejtezőkör | F91 Dudelange   | 1–0      | 2–0      |
| 2008-2009 | Bajnokok Ligája | 2. selejtezőkör | Dinamo Zagreb   | 0–3      | 2–3      |
| 2011-2012 | Európa-liga     | 2. selejtezőkör | RNK Split       | 1-2      | 1-3      |
| 2013-2014 | Európa-liga     | 1. selejtezőkör | Astra Giurgiu   | 0-1      | 0-2      |

Megjegyzés: Az eredmények minden esetben az NK Domžale szemszögéből értendőek, a félkövéren jelölt mérkőzéseket pályaválasztóként játszotta.

## Külső hivatkozások
- Hivatalos honlap